# Sanduleak -69° 202a
Sanduleak -69° 202a (SK -69 202 / CPD-69 402) fue una estrella de magnitud aparente 12 localizada en las afueras de la nebulosa de la Tarántula, en la vecina galaxia de la Gran Nube de Magallanes. Su explosión dio lugar a la supernova SN 1987A.
Sanduleak -69° 202a fue descubierta por el astrónomo rumano-estadounidense Nicholas Sanduleak, a quien debe su nombre. Era una supergigante azul, clasificada como variable luminosa azul o variable S Doradus, una clase de estrellas de enorme luminosidad que se caracterizan por expulsar grandes cantidades de masa en episodios esporádicos y violentos. Hace aproximadamente 168 000 años, Sanduleak -69° 202a explotó, dando lugar a la supernova SN 1987A, cuya luz alcanzó la Tierra el 23 de febrero de 1987. Fue la primera supernova visible a simple vista desde la invención del telescopio.
El espectro de Sanduleak -69° 202a tomado en 1977 no sugería nada anormal en las capas exteriores de la estrella antes de su explosión en forma de supernova; se piensa que los verdaderos cambios tuvieron lugar en lo más profundo de la estrella, en una zona relativamente pequeña en comparación al radio total de la misma.
La posición de Sanduleak -69° 202a en el diagrama de Hertzsprung-Russell concuerda con una estrella que, durante su estancia en la secuencia principal, tuvo una masa aproximada de 20 masas solares. En el momento de la explosión su masa podría haber sido de ~ 15 masas solares, debido a la pérdida de masa causada por el viento estelar.
Otros cuatro variables luminosas azules (entre las que se incluyen η Carinae y Sher 25) podrían correr la misma suerte dentro de unos pocos millones de años.